# Elsa Gye

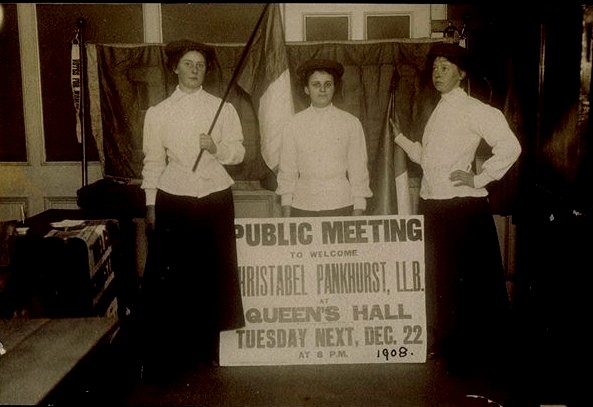
Charlotte Marsh, Dorothy Radcliffe und Elsa Gye (rechts) beim Empfang von Christabel Pankhurst bei deren Entlassung aus dem Gefängnis, 1908

Elsa Gye (* 3. Oktober 1881; † 1943) war eine britische Suffragette.

## Leben
Gye wurde an der Croydon High School und an der Guildhall School of Music and Drama ausgebildet.
1907 lernte sie Daisy Bullock kennen und war bei ersten Aktionen der Women’s Social and Political Union (WSPU) dabei. 1908 arbeitete Gye mit Minnie Baldock zusammen, um in Nottingham eine Ortsgruppe der Women’s Social and Political Union (WSPU) zu gründen.
Im Februar 1908 war Gye an dem gewagten sogenannten „Pantechnicon-Überfall“ beteiligt. Dabei wurde ein Möbelwagen (pantechnicon) als trojanisches Pferd benutzt, um zwanzig Suffragetten zum Unterhaus zu bringen. Die Gruppe wurde verhaftet, und sie wurde zu sechs Wochen Haft verurteilt.
Nach der Entlassung aus einer anderen Gefängnisstrafe wurden Gye und andere Mitgefangene von WSPU-Mitgliedern empfangen und zum Festfrühstück eingeladen.
Während Churchills Wahlkampf für die Nachwahlen 1908 in Dundee, nachdem er seinen Sitz in Manchester verloren hatte, ging Gye zusammen mit Rachel Barrett und Helen Fraser zu über 200 Versammlungen, sprach in Fabriken und im großen Gaiety Theatre in Dundee und versammelte Menschenmengen, vor denen sie den Umgang des Premierministers mit Frauen in der Frage des Wahlrechts kritisierten.
Gye unterstützte Constance Bulwer-Lytton bei ihren ersten Aktionen im Jahr 1909, indem sie ihr empfahl, den Frieden zu brechen, sich verhaften zu lassen und Reden zu halten, um Aufmerksamkeit zu erregen.
Zusammen mit Gladys Keevil war sie eine der Organisatorinnen der lautstarken Proteste bei der Haushaltssitzung in der Bingley Hall in Birmingham am 17. September 1909, um Premierminister H. H. Asquiths Rede zu übertönen.
Gye heiratete 1911 den Bruder von Daisy Bullock, den Pathologen und Krebsforscher William Ewart Gye, während er in Edinburgh Medizin studierte, und bekam 1912 ihr erstes Kind. Er nahm ihren Nachnamen an.
Gye half in den 1930er Jahren bei der Einrichtung des Suffragette Record Room in London, in dem Erinnerungsstücke an die Suffragetten gesammelt und ausgestellt werden. Die Sammlung bildete später ein Herzstück der Suffragette Fellowship Collection des Museum of London.
Gye starb 1943.